# منتخب أوكرانيا للريشة الطائرة
منتخب أوكرانيا لتنس الريشة (بالأوكرانية: Збірна України з бадмінтону)‏ هو ممثل أوكرانيا الرسمي في المنافسات الدولية في كرة الريشة.